# Łysogóra
Łysogóra (niem. Keppurdeggen, od 1938 do 1945 Kühlberg) – wieś w Polsce położona w województwie warmińsko-mazurskim, w powiecie gołdapskim, w gminie Dubeninki.
W latach 1975–1998 miejscowość administracyjnie należała do województwa suwalskiego.